# マザイナス
マザイナス（イタリア語: Masainas）は、イタリア共和国サルデーニャ州南サルデーニャ県にある、人口約1,300人の基礎自治体（コムーネ）。

## 地理

### 位置・広がり

#### 隣接コムーネ
隣接するコムーネは以下の通り。括弧内のCAはカリャリ県所属を示す。
- ジーバ
- ピシーナス
- サンタンナ・アッレージ
- テウラーダ (CA)

## 行政

### 分離集落
マザイナスには、以下の分離集落（フラツィオーネ）がある。
- Is Fiascus, Is Cuccus, Is Murronis, Is Lais, Is Solinas, Is Crobbedus, Is Mancas, Is Cannigonis